# De Havilland Gipsy Twelve
«Де Гевілленд Джіпсі Твелв» (англ. De Havilland Gipsy Twelve) — 18,3-літровий, поршневий, 12-ти циліндровий, рядний авіаційний двигун з рідинним охолодженням британської компанії de Havilland Engine Company.

## Характеристики

### Загальні ТТХ
- Тип: рядний під кутом 60 ° 12-ти циліндровий поршневий авіаційний двигун
- Хід поршня: 118 мм
- Діаметр циліндра: 140 мм
- Об'єм: 18,3 л
- Довжина: 2 098 мм
- Ширина: 800 мм
- Висота: 950 мм
- Вага: 480 кг

### Компоненти
- Клапани: Верхній клапан
- Компресор наддування: одношвидкісний
- Тип палива: 87-октановий бензин
- Система охолодження: повітряна
- Редуктор: коефіцієнт зменшення 0.667: 1

### Робочі характеристики
- Вихідна потужність: 425 к.с. на 2 450 оборотах на хвилину (максимум 5 хв.)
- Ступінь тиску: 6:1
- Відношення потужності до ваги: 0.4 к.с./фунт

## Застосування
Велика Британія
- de Havilland DH.91 Albatross
- de Havilland DH.93 Don